# Ándrosz
Ándrosz (görög írással  Άνδρος) sziget az Égei-tengerben, Görögország területén. A Kükládok szigetcsoport legészakibb és (Náxosz után) második legnagyobb tagja. Évia (Euboia) szigetétől DK-re fekszik, melytől a 11 km széles és 400 m mély Kafirasz-szoros választja el.
A sziget területe 380 km². Hosszúsága ÉNy-DK irányban mintegy 40 km, legnagyobb szélessége 16 km. Lakossága 9200 fő volt 2011-ben. 
Területe hegyvidékes, többnyire meredek partokkal. Legmagasabb pontja a Profitisz Iliasz 997 méter.
Székhelye Ándrosz (Chora/Khora), a keleti parton fekszik. 
Legnagyobb települései: Ándrosz, Gávrio, Bací, Órmosz Korthíu.
Paleopolisz (Palaiópoli, Παλαιόπολη), a sziget ősi fővárosának romjai a nyugati parton találhatók.

## Közigazgatási beosztás
| Önkormányzat    | Görög név                 | Adminisztratív kód | Terület (km²) | Lakosság 2001-ben | Lakosság 2011-ben | Önkormányzat (Δημοτική /Τοπική Κοινότητα)                                                                  | Fekvés |
| --------------- | ------------------------- | ------------------ | ------------- | ----------------- | ----------------- | --- | ------ |
| Ándrosz (város) | Δημοτική Ενότητα Άνδρου   | 590101             | 102,7         | 4.107             | 3.901             | Andros, Apikia, Vourkoti, Lamyra, Mesaria, Pitrofos, Stenies                                               |        |
| Korthi          | Δημοτική Ενότητα Κορθίου  | 590102             | 081,9         | 2.547             | 1.948             | Ormos Korthiou, Kapparia, Korthi, Kochylou, Paleokastro, Syneti                                            |        |
| Idrousa         | Δημοτική Ενότητα Υδρούσας | 590103             | 195,4         | 3.355             | 3.372             | Gavrio, Ammolochos, Ano Gavrio, Aprovatou, Arni, Vitali, Katakilos, Makrotandalo, Batsi, Paleopoli, Fellos |        |
| Összesen        | Összesen                  | 5901               | 380           | 10009             | 9221              | |        |

## Fordítás
Ez a szócikk részben vagy egészben  az   Andros című angol Wikipédia-szócikk fordításán alapul.  Az eredeti cikk szerkesztőit annak laptörténete sorolja fel. Ez a jelzés csupán a megfogalmazás eredetét és a szerzői jogokat jelzi, nem szolgál a cikkben szereplő információk forrásmegjelöléseként.